# D・Mファイター焔
『D・Mファイター焔』（デュエルマスターズファイターほのお）は、足立たかふみによる日本の漫画。デュエル・マスターズを題材とした作品で、『別冊コロコロコミック』（小学館）で2005年10月号から2007年8月号まで連載された。コミックスは全2巻。

## ストーリー
デュエル・マスターズ好きな主人公である一撃焔は、ある日突然、クリーチャーの世界に迷い込むこととなる。

## 登場人物
一撃焔
本作の主人公。
メンテ
焔の相棒。

## コミックス
1. 2006年10月27日発売 ISBN 4091402372
2. 2007年8月22日発売 ISBN 9784091403575